# Coupe de France féminine de cyclisme sur route 2015
Cet article traite uniquement de la compétition féminine. Pour les résultats de la compétition masculine, voir Coupe de France de cyclisme sur route 2015.
Navigation
Coupe de France 2014 Coupe de France 2016
La Coupe de France féminine de cyclisme sur route 2015  est la 16e édition de la Coupe de France féminine de cyclisme sur route. La victoire revient à la Française Manon Souyris.
Cette édition se déroule du 15 mars au 2 août 2015 et est composée de onze épreuves, un record depuis la création de la compétition.

## Résultats
| Date       | Course                                      | Vainqueur             | Deuxième            | Troisième             |
| ---------- | ------------------------------------------- | --------------------- | ------------------- | --------------------- |
| 15 mars    | Grand Prix de Chambéry                      | Manon Souyris         | Amélie Rivat        | Soraya Paladin        |
| 22 mars    | Cholet-Pays de Loire                        | Audrey Cordon         | Amélie Rivat        | Miriam Bjørnsrud      |
| 6 avril    | Prix de la Ville du Mont Pujols             | Daniela Reis          | Sandrine Bideau     | Manon Souyris         |
| 1er mai    | La Mérignacaise                             | Laurie Berthon        | Iris Sachet         | Pascale Jeuland       |
| 3 mai      | Petites Reines de Sauternes                 | Manon Souyris         | Émilie Rochedy      | Paz Bash              |
| 17 mai     | Grand Prix Fémin'Ain                        | Jutta Stienen         | Marion Sicot        | Daniela Reis          |
| 29 mai     | La Classique Morbihan                       | Chloe Hosking         | Pascale Jeuland     | Eider Merino Cortazar |
| 30 mai     | Grand Prix de Plumelec                      | Sheyla Gutierrez Ruiz | Sandrine Bideau     | Mayuko Hagiwara       |
| 21 juin    | Classic Féminine de Vienne Poitou-Charentes | Charlotte Bravard     | Fanny Leleu         | Laura Asencio         |
| 5 juillet  | Tour de Haute Saintonge                     | Edwige Pitel          | Lise-Marie Henzelin | Émilie Rochedy        |
| 1er-2 août | Tour de Charente-Maritime                   | Sari Saarelainen      | Charlotte Bravard   | Pauline Allin         |

## Classements
|     | Coureuse            | Points |
| --- | ------------------- | ------ |
| 1re | Manon Souyris       | 369    |
| 2e  | Marion Sicot        | 320    |
| 3e  | Émilie Rochedy      | 301    |
| 4e  | Daniela Reis        | 299    |
| 5e  | Sandrine Bideau     | 284    |
| 6e  | Victorie Guilman    | 253    |
| 7e  | Charlotte Bravard   | 243    |
| 8e  | Marjolaine Bazin    | 202    |
| 9e  | Lise-Marie Henzelin | 180    |
| 10e | Fanny Leleu         | 180    |

- Coupe de France espoirs :  Manon Souyris
- Coupe de France juniors :  Pauline Clouard